# Louis Ripault (homme politique)
Pour les articles homonymes, voir Louis Ripault.
Louis Ripault, né le 13 décembre 1877 à Poitiers et mort le 9 mars 1953 à Châtellerault, est un homme politique français. Il est membre du parti radical socialiste et maire de Châtellerault à plusieurs reprises entre 1925 et 1953.

## Études
Originaire de Poitiers, Louis Ripault commença ses études au collège de garçons de Châtellerault (actuel collège René-Descartes) puis les termina à la Sorbonne où il obtient une licence de lettres et d'histoire, de droit et un doctorat en sciences politiques. Après ses études, il exerça la profession d'avocat à la cour d'appel de Poitiers.

## Carrière politique
Il commença sa carrière politique comme conseiller général de la Vienne, puis comme maire de Châtellerault. Il eut également une carrière politique nationale en tant que chef de cabinet d'Édouard Herriot au ministère des Affaires étrangères, à la présidence de la chambre des députés et au ministère de l'Éducation nationale. Au niveau international, il rencontra le président Franklin Roosevelt en accompagnant Édouard Herriot lors d'un voyage officiel, et entretenait des liens privilégiés avec la Pologne où il exerçait la fonction d'ambassadeur.

## Louis Ripault pendant et après la Seconde Guerre mondiale
Lorsqu'en juin 1940, l'armistice fut signée et que l'occupation de Châtellerault semblait inévitable (le 23 juin, 3 000 Allemands s'installent à Châtellerault), Louis Ripault se donna comme objectif de faire en sorte que cette occupation se passe de manière pacifique afin d'éviter toutes formes de représailles. Il profite de la confusion pour faire libérer 4500 prisonniers français, au motif qu’ils auraient été capturés après la date d’entrée en vigueur de l’armistice (le 25 juin).
Il réussit également à sauver le pont Henri-IV que les troupes françaises souhaitaient détruire la veille de l'arrivée des Allemands.
Le 7 mars 1941, Louis Ripault fut destitué par le gouvernement qui doutait de son ralliement sincère envers le nouveau pouvoir. Il fut remplacé par Robert Duthuzo, ancien sous-préfet de Châtellerault à la retraite. Le 6 septembre 1944, Louis Ripault est rétabli dans ses fonctions de maire. En mai 1945, il est une nouvelle fois élu maire de Châtellerault.

## Postérité
- Il est connu  pour avoir été avec Pierre Abelin et Édith Cresson, un des trois maires de Châtellerault ayant eu une carrière politique à la fois locale et nationale.
- Une avenue porte son nom à Châtellerault[3].